# Bay Park
Bay Park és una concentració de població designada pel cens dels Estats Units a l'estat de Nova York. Segons el cens del 2000 tenia 2.300 habitants.

## Demografia
Segons el cens del 2000, Bay Park tenia 2.300 habitants, 874 habitatges, i 636 famílies. La densitat de població era de 2.065,2 habitants per km².
Dels 874 habitatges en un 31,7% hi vivien nens de menys de 18 anys, en un 58,4% hi vivien parelles casades, en un 10% dones solteres, i en un 27,2% no eren unitats familiars. En el 21,1% dels habitatges hi vivien persones soles el 9% de les quals corresponia a persones de 65 anys o més que vivien soles. El nombre mitjà de persones vivint en cada habitatge era de 2,63 i el nombre mitjà de persones que vivien en cada família era de 3,1.
Per edats la població es repartia de la següent manera: un 21,7% tenia menys de 18 anys, un 6,9% entre 18 i 24, un 31,7% entre 25 i 44, un 26,2% de 45 a 60 i un 13,5% 65 anys o més.
L'edat mediana era de 40 anys. Per cada 100 dones de 18 o més anys hi havia 92,7 homes.
La renda mediana per habitatge era de 64.063 $ i la renda mediana per família de 64.950 $. Els homes tenien una renda mediana de 48.125 $ mentre que les dones 36.755 $. La renda per capita de la població era de 25.888 $. Entorn del 2,2% de les famílies i el 2,4% de la població estaven per davall del llindar de pobresa.